# Landkreis Meißen
Der Landkreis Meißen ist ein Landkreis im Freistaat Sachsen. Er umfasst das Kerngebiet der einstigen Markgrafschaft Meißen und besteht seit dem 1. August 2008.

## Geografie
Der Landkreis Meißen ist ein Landkreis in der nördlichen Mitte des Freistaates Sachsen, durch den die Elbe fließt. Nachbarkreise sind im Norden die brandenburgischen Landkreise Oberspreewald-Lausitz und Elbe-Elster, im Osten der Landkreis Bautzen, im Südosten die kreisfreie Stadt Dresden, im Süden der Landkreis Sächsische Schweiz-Osterzgebirge, im Südwesten der Landkreis Mittelsachsen, sowie im Nordwesten der Landkreis Nordsachsen.
Die höchste Erhebung des Landkreises Meißen befindet sich mit etwas über 340 m im Zellwald bei Nossen. Die Baeyerhöhe ist mit 320,5 m der zweithöchste Berg des Landkreises Meißen in Sachsen.

## Geschichte
Der Landkreis entstand im Zuge der sächsischen Kreisgebietsreform 2008 aus der Vereinigung des „alten“ Landkreises Meißen mit dem Landkreis Riesa-Großenhain. Die beiden Vorgängerkreise wurden 1994 bzw. 1996 in der ersten sächsischen Kreisreform nach der Wende gebildet.

## Bevölkerung
| Jahr | Einwohner |
| ---- | --------- |
| 2008 | 256.638   |
| 2010 | 253.069   |
| 2015 | 245.244   |
| 2020 | 240.371   |
| 2021 | 239.344   |
| 2022 | 241.343   |

Stand: 31. Dezember des jeweiligen Jahres

## Politik
- BSW: 9
- Linke: 3
- SPD: 5
- Grüne: 4
- FDP: 3
- FW: 7
- CDU: 25
- AfD: 27
- FS: 3

### Kreistag
Der Kreistag des Landkreises Meißen wurde bei den Kommunalwahlen in Sachsen am 9. Juni 2024 neu gewählt. Die 86 Sitze im Kreistag verteilen sich folgendermaßen auf die einzelnen Parteien:
| Parteien und Wählergemeinschaften | Parteien und Wählergemeinschaften                | Prozent 2024 | Sitze 2024 | Prozent 2019 | Sitze 2019 | Prozent 2014 | Sitze 2014 | Prozent 2008 | Sitze 2008 |
| --------------------------------- | ------------------------------------------------ | ------------ | ---------- | ------------ | ---------- | ------------ | ---------- | ------------ | ---------- |
| AfD                               | Alternative für Deutschland                      | 32,0 %       | 27         | 26,0 %       | 23         | 8,0 %        | 7          | –            | –          |
| CDU                               | Christlich Demokratische Union Deutschlands      | 29,1 %       | 25         | 30,8 %       | 27         | 42,2 %       | 39         | 44,7 %       | 43         |
| BSW                               | Bündnis Sahra Wagenknecht                        | 10,0 %       | 9          | –            | –          | –            | –          | –            | –          |
| FW                                | Freie Wähler Kreisverband Meißen                 | 8,0 %        | 7          | 9,3 %        | 8          | 4,8 %        | 4          | 4,1 %        | 3          |
| SPD                               | Sozialdemokratische Partei Deutschlands          | 5,3 %        | 5          | 6,7 %        | 5          | 9,2 %        | 8          | 10,0 %       | 9          |
| GRÜNE                             | Bündnis 90/Die Grünen                            | 4,4 %        | 4          | 8,0 %        | 7          | 5,4 %        | 4          | 5,0 %        | 4          |
| DIE LINKE.                        | DIE LINKE.                                       | 3,7 %        | 3          | 10,2 %       | 9          | 15,2 %       | 14         | 18,2 %       | 17         |
| FDP                               | Freie Demokratische Partei                       | 3,7 %        | 3          | 6,7 %        | 6          | 5,9 %        | 5          | 8,6 %        | 8          |
| FS                                | Freie Sachsen                                    | 3,1 %        | 3          | –            | –          | –            | –          | –            | –          |
|                                   | Sonstige                                         | 0,7 %        | 0          | –            | –          | 1,9 %        | –          | 0,3 %        | –          |
| NPD                               | Nationaldemokratische Partei Deutschlands        | –            | –          | 1,3 %        | 1          | 4,1 %        | 3          | 5,7 %        | 5          |
| DSU                               | Deutsche Soziale Union                           | –            | –          | 0,6 %        | -          | 1,8 %        | 1          | 3,4 %        | 3          |
| ADPM                              | Aufbruch Deutscher Patrioten - Mitteldeutschland | –            | –          | 0,4 %        | –          | –            | –          | –            | –          |
| PIRATEN                           | Piratenpartei Deutschland                        | –            | –          | –            | –          | 1,5 %        | 1          | –            | –          |
| Gesamt                            | Gesamt                                           | 100,0 %      | 86         | 100,0 %      | 86         | 100,0 %      | 86         | 100,0 %      | 92         |
| Wahlbeteiligung in Prozent        | Wahlbeteiligung in Prozent                       | 68,4 %       | 68,4 %     | 63,5 %       | 63,5 %     | 50,5 %       | 50,5 %     | 42,7 %       | 42,7 %     |

### Landrat
Am 7. Juni 2015 fand die Landratswahl im Landkreis Meißen statt. Der amtierende Landrat Arndt Steinbach (CDU) wurde im ersten Wahlgang mit 60,2 % bei zwei Gegenkandidaten (2008: 56,7 % gegen fünf Mitbewerber) wiedergewählt.
Zum 1. Dezember 2020 wurde Steinbach zum Geschäftsführer des Kommunalen Schadenausgleichs (KSA) für die Bundesländer Sachsen, Sachsen-Anhalt, Thüringen, Brandenburg und Mecklenburg-Vorpommern gewählt. Steinbach gab zum Ende August seine Position als Landrat auf; er wurde übergangsweise bis zur Neuwahl am 11. Oktober 2020 durch die 1. Beigeordnete Janet Putz (CDU) vertreten. Bei der Neuwahl setzte sich Ralf Hänsel (CDU) mit 51,47 % der Stimmen gegen zwei Mitbewerber durch.
| Bewerber fett: Amtsinhaber               | Vorschlag                      | Stimmen         | Anteil in %     | gewählt         | Stimmen                  | Anteil in %              | gewählt                  |
| erster Wahlgang                          | erster Wahlgang                | erster Wahlgang | erster Wahlgang | erster Wahlgang | zweiter Wahlgang[Anm. 1] | zweiter Wahlgang[Anm. 1] | zweiter Wahlgang[Anm. 1] |
| 11. Oktober 2020 Wahlbeteiligung: 40,5 % |                                |                 |                 |                 |                          |                          |                          |
| Ralf Hänsel                              | CDU                            | 41.178          | 51,5            | ×               |                          |                          |                          |
| Thomas Kirste                            | AfD                            | 23.071          | 28,8            |                 |                          |                          |                          |
| Elke Siebert                             | Grüne                          | 15.752          | 19,7            |                 |                          |                          |                          |
| 7. Juni 2015 Wahlbeteiligung: 36,8 %     |                                |                 |                 |                 |                          |                          |                          |
| Arndt Steinbach                          | CDU                            | 44.219          | 60,2            | ×               |                          |                          |                          |
| Thomas Gey                               | SPD, Die Linke, Grüne, Piraten | 16.935          | 23,0            |                 |                          |                          |                          |
| Andreas Franzke                          | FW                             | 12.325          | 16,8            |                 |                          |                          |                          |
| 8. Juni 2008 Wahlbeteiligung: 42,7 %     |                                |                 |                 |                 |                          |                          |                          |
| Arndt Steinbach                          | CDU                            | 51.258          | 56,7            | ×               |                          |                          |                          |
| Heinz Hoffmann                           | Die Linke                      | 16.945          | 18,8            |                 |                          |                          |                          |
| Harald Baumann-Haßke                     | SPD                            | 6.478           | 7,2             |                 |                          |                          |                          |
| Jürgen Gansel                            | NPD                            | 6.364           | 7,0             |                 |                          |                          |                          |
| Rudolf Haas                              | Grüne                          | 7.624           | 8,4             |                 |                          |                          |                          |
| Karl-Heinz Obser                         | DSU                            | 1.695           | 1,9             |                 |                          |                          |                          |

[Anm. 1] Ein zweiter Wahlgang wird nur nötig, wenn kein Kandidat aus dem ersten Wahlgang die absolute Mehrheit erzielt hat und damit direkt gewählt ist. Im zweiten Wahlgang ist die relative Mehrheit für die Wahl zum Landrat ausreichend. Bewerber, die im ersten Wahlgang antreten, können vor dem zweiten Wahlgang ihre Kandidaturen zurückziehen. Ein zweiter Wahlgang wurde im Landkreis noch nie nötig.

### Landtags- und Bundestagsabgeordnete
Mitglieder des Sächsischen Landtags (MdL) der vier Landtagswahlkreise (Wahlkreis Meißen 1, 2, 3 und 4) sind Carsten Hütter, Mario Beger, Thomas Kirste und Matthias Rößler. Auch der Wohnsitz von André Barth liegt im Landkreis Meißen. Am 29. September 2009 wurde Rößler zum sächsischen Landtagspräsidenten gewählt.
Infolge der sächsischen Kreisreform von 2008 wurden die Bundestags-Wahlkreise neu gestaltet. Seit der Bundestagswahl 2009 liegt der Landkreis Meißen im neu gebildeten Bundestagswahlkreis Meißen (2013: Wahlkreis 155). Direkt gewähltes Mitglied des Deutschen Bundestags (MdB) wurde mit 53,6 % der Erststimmen bei der Wahl 2013 Thomas de Maizière (wiedergewählt, 2009: 45,2 %).
Susann Rüthrich (SPD) zog über die Landesliste der SPD als Abgeordnete 2013 ebenfalls in den 18. Bundestag ein. Ihre Bürgerbüros befinden sich in Meißen, Dresden sowie Pirna.

### Wappen

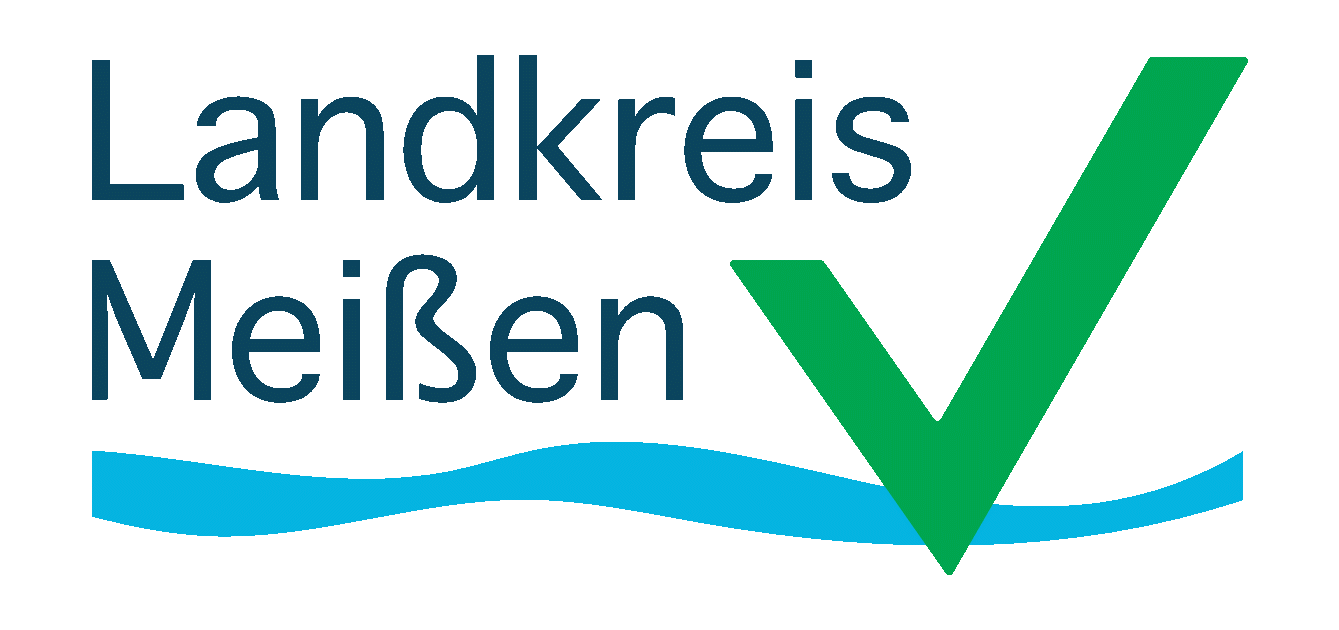
Logo des Landkreises Meißen

Das Landkreiswappen stellt einen auf goldenem Hintergrund innerhalb eines roten Innenbordes aufrecht stehenden, nach rechts gewendeten, rotbewehrten, schwarzen Löwen mit rot ausschlagender Zunge dar. Es greift das Wappen der einstigen Markgrafen von Meißen auf und ergänzt es um den Innenbord. Die Wahl dieses Wappens drückt aus, dass der Landkreis Meißen ein Gebiet umfasst, das mit dem historischen Zentrum der früheren Markgrafschaft Meißen gleichbedeutend ist. Die modifizierte Version wurde am 19. März 2009 durch den Landkreis angenommen, weil durch die vorherige Version Rechte der heraldischen Gesellschaft „Schwarzer Löwe“ verletzt wurden.

### Logo
Die blaue Welle symbolisiert den Fluss Elbe, der den Landkreis durchzieht, das grüne Häkchen die malerischen Elbhänge, an denen schon seit 800 Jahren der von Kennern geschätzte Meißner Wein gedeiht.

## Wirtschaft und Infrastruktur

### Wirtschaft

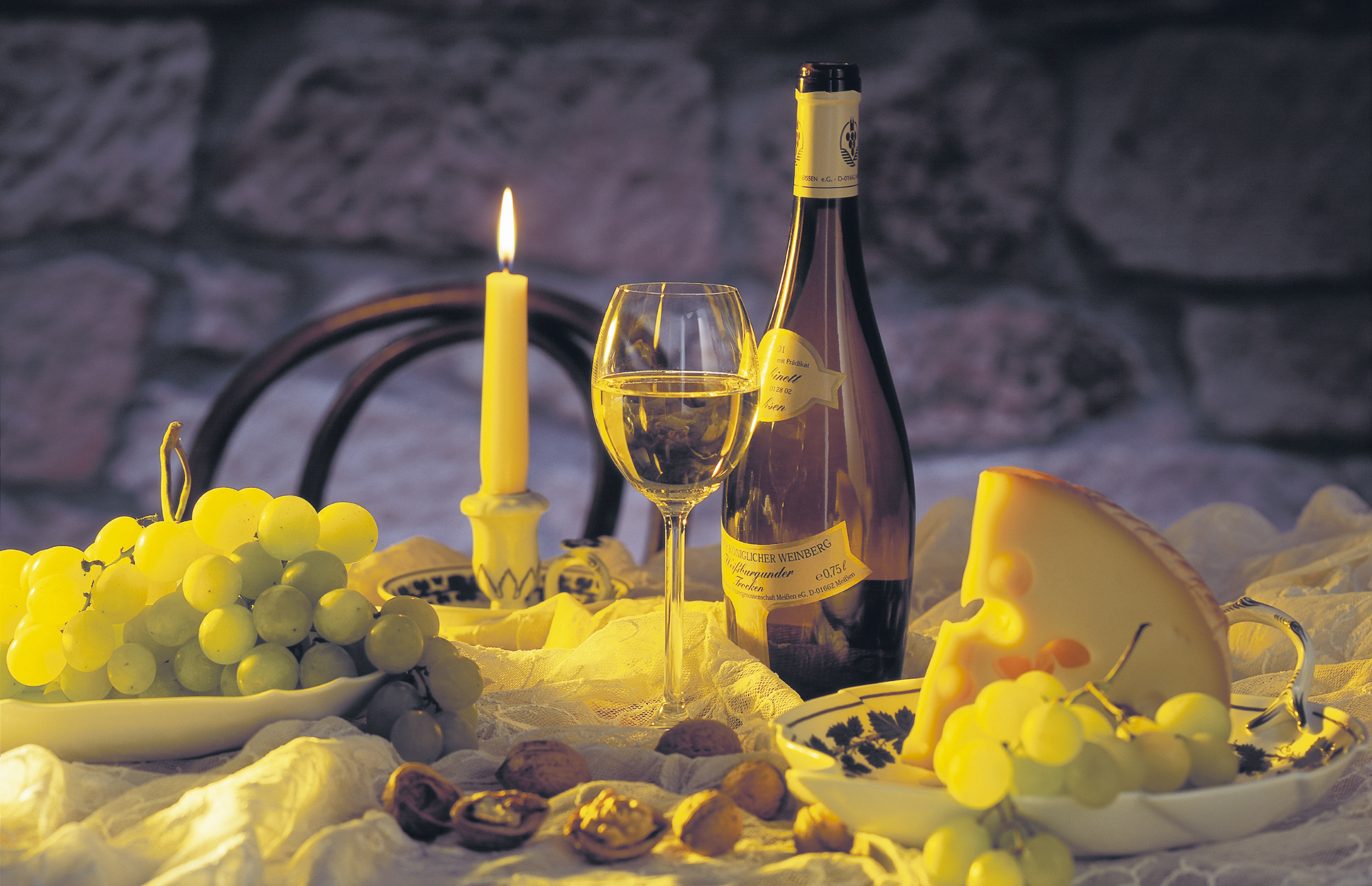
Weine aus dem Sächsischen Elbland

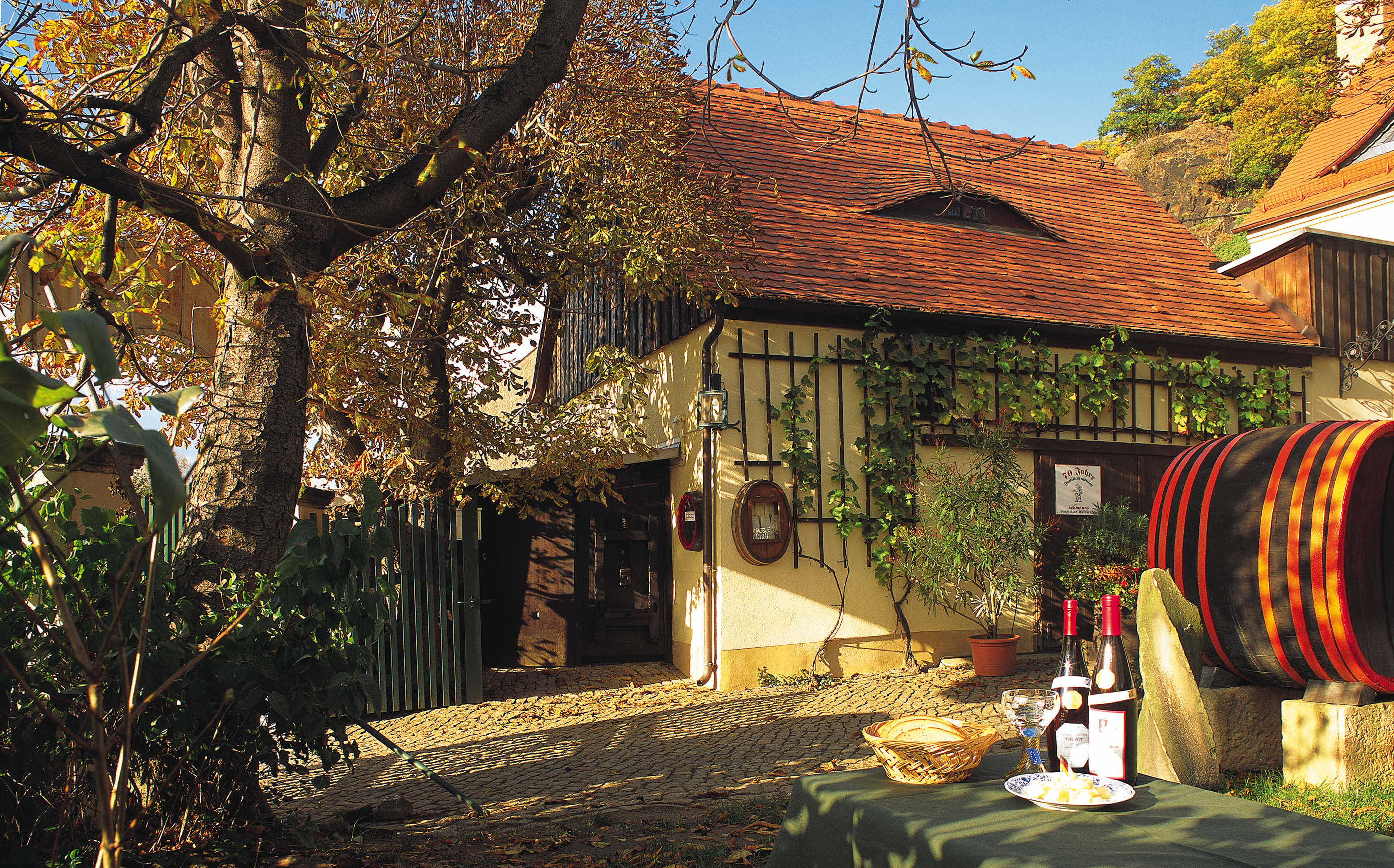
Weinausschank beim Winzer

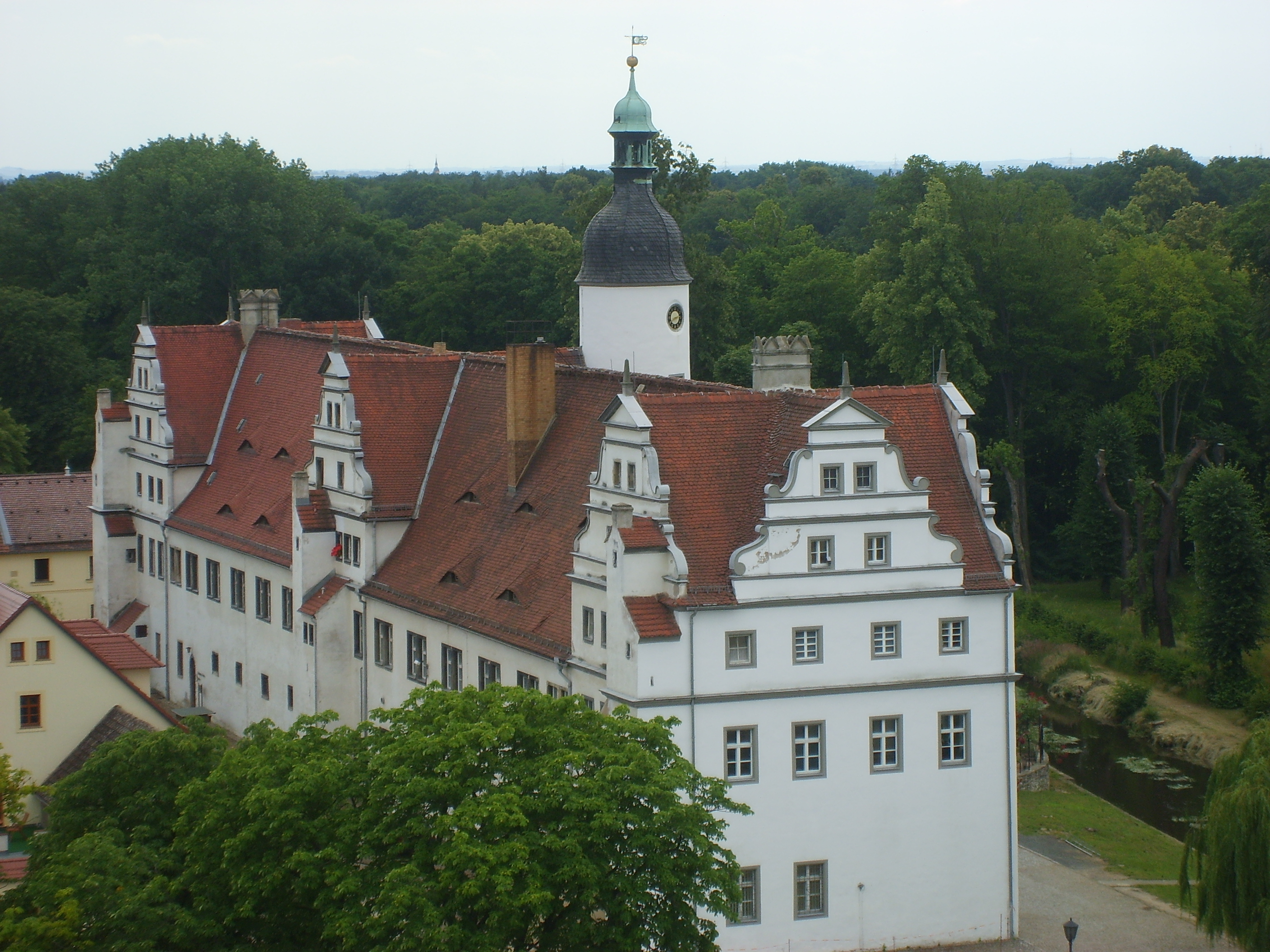
„Kurfürstliches Stallgebäude“ in Zabeltitz

Die Region wurde durch das Wegbrechen des bisherigen Wirtschaftsgefüges nach der Wende völlig verändert. So sind zwar seit der Mitte der 1990er Jahre zahlreiche Unternehmen entstanden, diese konnten aber nicht die weggefallenen Arbeitsplätze kompensieren. Durch die Nähe zu Dresden, aber auch im Zuge großer wirtschaftspolitischer Anstrengungen der vergangenen Jahre nimmt der Landkreis eine Spitzenposition unter den sächsischen Landkreisen ein. Die Wirtschaftsstruktur ist zu etwa gleichen Teilen vom produzierenden und verarbeitenden Gewerbe, von Landwirtschaft und Weinbau sowie vom Tourismus geprägt. Anballungen von Industrie und Gewerbe existieren vor allem um die fünf Großen Kreisstädte Meißen, Riesa, Großenhain, Coswig und Radebeul, es sind aber auch zahlreiche, gut ausgelastete Gewerbegebiete entstanden. Die Landwirtschaft ist vor allem durch den Anbau von Obst- und Gemüsesorten geprägt, während der unter Kennern geschätzte und weithin bekannte Wein der Region an den nördlichen Elbhängen gedeiht.
Folgende Firmen besitzen überregionale Bedeutung:
- Arevipharma in Radebeul
- Auma Drives (ehemals Getriebefabrik Coswig, GFC) in Coswig
- Boge Komponenten in Großenhain
- Druckmaschinenhersteller Koenig & Bauer AG – Werk Radebeul (ehemals Planeta) in Radebeul
- Eickhoff Wind Power GmbH in Klipphausen
- Elbbinnenhafen Riesa
- ESF Elbe-Stahlwerke Feralpi Riesa
- Fischbach Kunststofftechnik
- Goodyear Dunlop Tires Germany GmbH (ehem. Pneumant Riesa)
- Kappus Seifen Riesa
- Kronospan GmbH Lampertswalde
- Neways Electronics Riesa
- Polartherm Flachglas Großenhain
- RIBE Elektroarmaturen Radebeul in Radebeul
- Salzgitter Mannesmann Rohr Sachsen GmbH in Zeithain bei Riesa
- Schmiedewerke Gröditz GmbH
- STEMA Metalleichtbau Großenhain
- Teehaus in Radebeul
- Teigwaren Riesa GmbH
- Vadossi in Radebeul
- Vodafone D2 in Radebeul
- WACKER-Chemiewerk in Nünchritz
- Walzengießerei Coswig (seit 2002 bei der Dihag Holding)

Laut Zukunftsatlas 2019 belegt der Landkreis Meißen mit Rang 308 von 401 kreisfreien Städten und Landkreisen in Sachsen einen mittlere Position. Zukunftschancen und -risiken gelten laut dieser Erhebung als ausgeglichen.

### Gesundheitswesen
In Meißen wurde 1863 ein „Arbeits- und Versorgehaus“ erbaut. Aus der dort befindlichen Krankenstube für akut erkrankte Insassen entstand das Krankenhaus in der Hospitalstraße, welches 1998 vom Neubau in Meißen-Bohnitzsch abgelöst wurde. Seit 1992 gehört zum Meißner Krankenhaus eine Medizinische Berufsfachschule.
In Radebeul war es ein Verein für Heilwesen und Naturkunde, der 1849 im so genannten Steinernen Haus in Niederlößnitz das erste Krankenhaus in der Umgebung von Dresden eröffnete. Das Gebäude ist immer noch Bestandteil des heutigen Elblandklinikums. Es wurde vor einiger Zeit umfassend saniert.
Die Riesaer Krankenhauswurzeln gehen ins Jahr 1861 zurück, in dem ein Armen- und Krankenhaus entstand. 1880 wurde in der heutigen Hauptstraße ein Johanniter-Krankenhaus gebaut, welches 1902 geschlossen wurde. Dem folgte dann das Städtische Krankenhaus am heutigen Standort, das einzige Krankenhaus der Schwerpunktversorgung im Landkreis. Es wird derzeit modernisiert und erweitert.
1868 wurde mit einem Hospital unweit der heutigen Klinik in Großenhain der Grundstein für die medizinische Versorgung gelegt. Das jetzige Haus wurde 1962 erbaut.
Während sich bereits 2002 die Häuser Meißen und Radebeul zu den Elblandkliniken Meißen-Radebeul zusammenschlossen, wurden Riesa und Großenhain 2007 zu einem Plankrankenhaus zusammengeführt. Seit April 2008 bilden alle vier Häuser gemeinsam die heutige Elblandkliniken. Die Klinikengruppe verfügt mit ihren vier Klinikstandorten über 1.000 Betten im somatischen und psychiatrischen Bereich. Verantwortlich dafür sind rund 2.500 Mitarbeiterinnen und Mitarbeiter. Zu den Elblandkliniken gehören außerdem die Elbland Polikliniken GmbH, die Dienstleistungstochter Elbland Service & Logistik GmbH, sowie die Elblab GmbH für Labordienstleistungen. Der Landkreis ist Gesellschafter der Elblandkliniken, Vorsitzender des Aufsichtsrates ist Landrat Arndt Steinbach.
Aus dem ehemaligen Akutkrankenhaus in Großenhain wurde 2013 die neu errichtete Elbland Rehabilitations- und Präventionsklinik. Die Elbland Rehabilitationsklinik Großenhain ist eine moderne, stationäre und interdisziplinäre Rehabilitationsklinik mit 125 Betten. Sie wird unter dem Dach der Elblandkliniken und der Recura Kliniken betrieben. Auf dem Gelände der Rehabilitationsklinik befindet sich zudem ein ambulantes Facharztzentrum mit einem Medizinischen Versorgungszentrum, einer Dialysepraxis und frei praktizierenden Fachärzten.
Die Recura Kliniken betreiben auch das Fachkrankenhaus für Pneumologie, Allergologie, Beatmungsmedizin sowie Thorax- und Gefäßchirurgie in Coswig mit ca. 200 Betten sowie die Geriatrische Rehabilitationsklinik Radeburg.
Die Fachklinik Weinböhla ist eine Einrichtung zur Entwöhnungstherapie von alkohol- und/oder medikamentenabhängigen Patienten. Träger ist der Ev.-Luth. Diakonenhaus Moritzburg e. V.

### Verkehr
Autobahnen

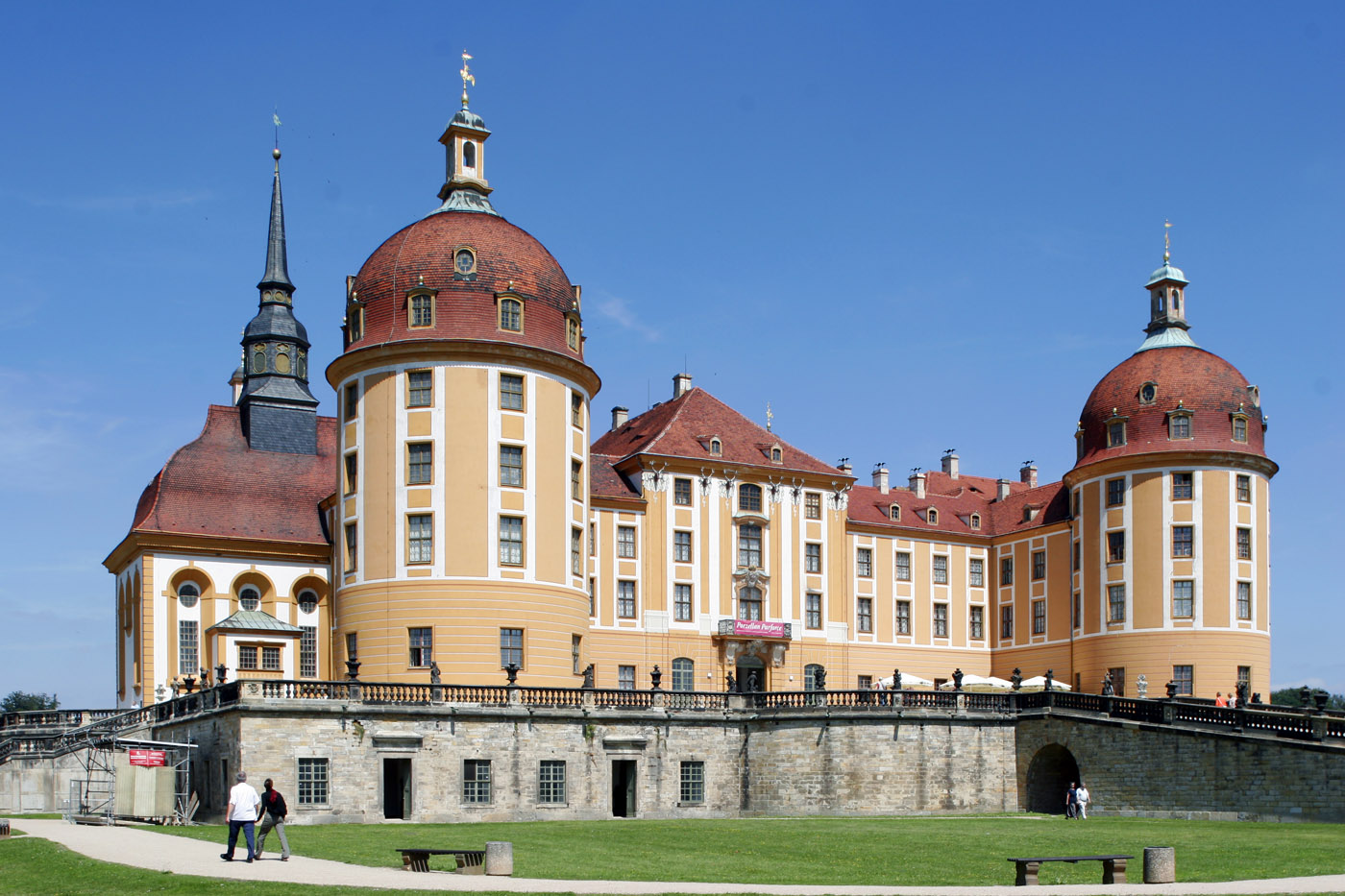
Schloss Moritzburg

- A 4, Aachen – Görlitz, Dreieck Nossen
- A 13, Berlin – Dresden, AS Radeburg
- A 14, Magdeburg – Nossen (AS Nossen-Nord, AS Nossen-Ost, Dreieck Nossen)

Bundesstraßen
- B 6, Cuxhaven – Görlitz (ehem. Reichsstraße 6)
- B 98, Zeithain – Laußnitz
- B 101, Berlin – Aue (basiert im Bereich Sachsens auf der ehem. „Silberstraße“ aus dem 12. Jh., die durch die Markgrafschaft Meißen ins Erzgebirge führte)
- B 169, Neuensalz – Cottbus
- B 175, Pöllnitz – Nossen
- B 182, Wittenberg – Riesa

Wasserstraßen
- Elbe

Öffentlicher Personennahverkehr
- Regionale Buslinien der Verkehrsgesellschaft Meißen
- Zugverbindung: Dresden – Coswig – Riesa – Leipzig
- Zugverbindung: Chemnitz – Riesa – Elsterwerda
- Zugverbindung: Dresden – Coswig – Großenhain – Elsterwerda-Biehla
- Zugverbindung: Dresden – Coswig – Großenhain – Cottbus/Hoyerswerda
- S-Bahn S1: Meißen – Coswig – Dresden – Pirna – Schöna
- Straßenbahnlinie 4 der Dresdner Straßenbahn: Dresden-Laubegast – Radebeul – Coswig – Weinböhla

Flughäfen
- Flughafen Dresden

### Bildung
Der Landkreis Meißen ist Träger einer Reihe von Schulen:
- Musikschule des Landkreises Meißen
- Berufliches Schulzentrum Radebeul mit Fachoberschule für Wirtschaft und Verwaltung

### Tourismus

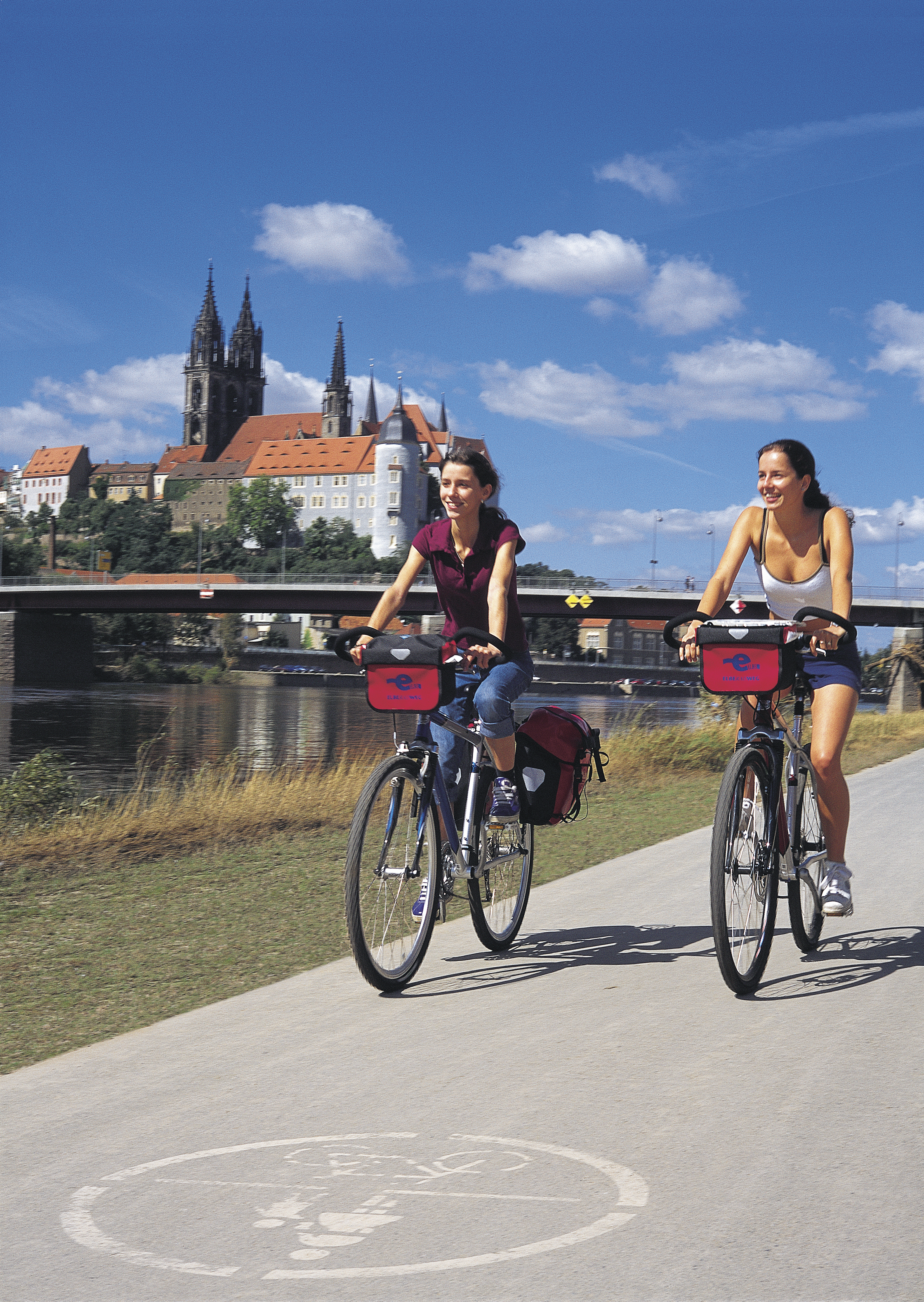
Der Elberadweg führt auch durch den Landkreis Meißen

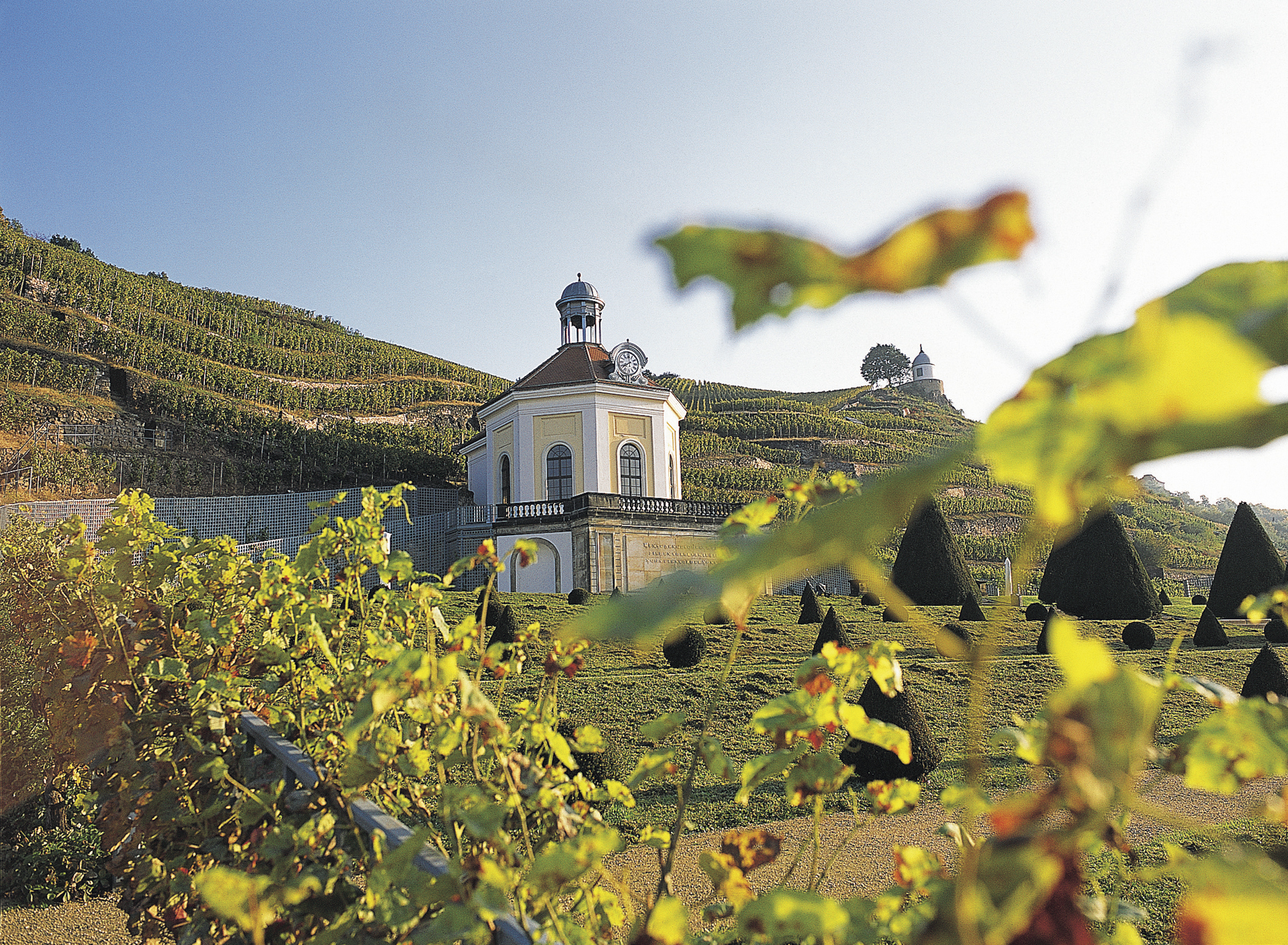
Park von Schloss Wackerbarth in Radebeul vor dem Hintergrund der Weinberge

Fremdenverkehr und Tourismus sind Lebensadern für den Landkreis. Der Landkreis genießt touristisch einen guten Ruf. Jedes Jahr übernachten mehr als 1⁄2 Million Personen im Landkreis. Im Jahr 2000 wurde eine Bettenauslastung von fast 40 Prozent erreicht. Damit liegt diese Region an vierter Stelle in Sachsen. Der Anteil des Landkreises am Gesamtvolumen der Region „Sächsisches Elbland“ beträgt zirka 37–40 Prozent. Einige der berühmtesten Bauwerke im Landkreis Meißen sind zum Beispiel Albrechtsburg, Schloss Moritzburg, Schloss Schönfeld, Schloss und Palais Zabeltitz, Schloss (Bergfried) Großenhain, Schloss Wackerbarth, Hoflößnitz, Schloss Nossen, Klosterpark Altzella oder Schloss Heynitz.
| Beherbergungsstatistik LK Meißen    | 2008     | 2011     |
| ----------------------------------- | -------- | -------- |
| Ankünfte:                           | 278.030  | 284.131  |
| geöffnete Betriebe (Juli):          | 136      | 143      |
| durchschnittliche Auslastung:       | 29,1 %   | 31,2 %   |
| durchschnittliche Aufenthaltsdauer: | 2,2 Tage | 2,4 Tage |
| Übernachtungen:                     | 618.191  | 691.008  |

## Schutzgebiete
Im Landkreis befinden sich 24 ausgewiesene Naturschutzgebiete (Stand Januar 2020) mit einer Gesamtfläche von 120,3 km2.

## Städte und Gemeinden
Der Landkreis besteht aus 28 Gemeinden, von denen zehn das Stadtrecht besitzen. Die Städte Coswig, Großenhain, Meißen, Radebeul und Riesa tragen den Sondernamen Große Kreisstadt. Zu den Städten kommen 18 Gemeinden ohne Stadtrecht, die sich untereinander und teilweise auch mit Städten zu Verwaltungsgemeinschaften zusammengeschlossen haben. Derzeit gibt es drei Verwaltungsgemeinschaften im Landkreis Meißen.
(Einwohnerzahlen vom 31. Dezember 2023)
| Name          | Einwohnerzahl (2023) | Status           |
| ------------- | -------------------- | ---------------- |
| Coswig        | 20.406               | Große Kreisstadt |
| Gröditz       | 6.863                | Stadt            |
| Großenhain    | 18.312               | Große Kreisstadt |
| Lommatzsch    | 4.724                | Stadt            |
| Meißen        | 29.007               | Große Kreisstadt |
| Nossen        | 10.524               | Stadt            |
| Radebeul      | 33.044               | Große Kreisstadt |
| Radeburg      | 7.589                | Stadt            |
| Riesa         | 29.500               | Große Kreisstadt |
| Strehla       | 3.682                | Stadt            |
| Diera-Zehren  | 3.164                | Gemeinde         |
| Ebersbach     | 4.355                | Gemeinde         |
| Glaubitz      | 1.942                | Gemeinde         |
| Hirschstein   | 1.939                | Gemeinde         |
| Käbschütztal  | 2.792                | Gemeinde         |
| Klipphausen   | 10.472               | Gemeinde         |
| Lampertswalde | 2.531                | Gemeinde         |
| Moritzburg    | 8.219                | Gemeinde         |
| Niederau      | 4.064                | Gemeinde         |
| Nünchritz     | 5.393                | Gemeinde         |
| Priestewitz   | 3.119                | Gemeinde         |
| Röderaue      | 2.503                | Gemeinde         |
| Schönfeld     | 1.697                | Gemeinde         |
| Stauchitz     | 3.021                | Gemeinde         |
| Thiendorf     | 3.683                | Gemeinde         |
| Weinböhla     | 10.666               | Gemeinde         |
| Wülknitz      | 1.581                | Gemeinde         |
| Zeithain      | 5.576                | Gemeinde         |

Verwaltungsgemeinschaften
- Verwaltungsgemeinschaft Nünchritz mit den Mitgliedsgemeinden Glaubitz und Nünchritz
- Verwaltungsgemeinschaft Röderaue-Wülknitz mit den Mitgliedsgemeinden Röderaue (VG-Sitz) und Wülknitz
- Verwaltungsgemeinschaft Schönfeld mit den Mitgliedsgemeinden Lampertswalde und Schönfeld

Die Kulturdenkmale in den Städten und Gemeinden des Landkreises werden über die Liste der Kulturdenkmale im Landkreis Meißen erschlossen.

## Kfz-Kennzeichen
Am 1. August 2008 wurde dem Landkreis das seit dem 1. Januar 1991 für den damaligen Landkreis Meißen gültige Unterscheidungszeichen MEI zugewiesen. Seit dem 9. November 2012 sind zudem die Unterscheidungszeichen GRH (Großenhain), RG (Riesa-Großenhain) und RIE (Riesa) erhältlich.